# Шелюхин, Анатолий Иванович
Анатолий Иванович Шелюхин (15 июня 1930, Кострома — 21 октября 1995, там же) — советский лыжник, призёр Олимпийских игр и чемпионата мира. Специализировался в гонках на длинные дистанции. Мастер спорта СССР (1954).

## Биография
На Олимпийских играх 1956 года в Кортина-д’Ампеццо, занял 4-е место в гонке на 30 км, где лишь 1 секунду уступил в борьбе за третье место своему партнёру по команде Павлу Колчину, и 5-е место в гонке на 50 км.
На Олимпийских играх 1960 года в Скво-Вэлли, завоевал бронзовую медаль эстафете, в которой он бежал первый этап и провёл его неудачно, закончив его на 8-м месте с отставанием от лидера более 2-х минут, однако на последующих этапах сборная СССР исправила ситуацию и заняла 3-е место, кроме того был 15-м в гонке на 30 км.
На чемпионате мира-1958 в Лахти завоевал серебряную медаль в эстафете и бронзовую в гонке на 15 км.
На чемпионатах СССР побеждал 4 раза, 1 раз в гонках на 30 км (1958) и 3 раза в гонках на 50 км (1955, 1958, 1959).
После завершения спортивной карьеры работал тренером по лыжным гонкам в Костроме.

## Награды
- Медаль «За трудовую доблесть» (27.04.1957) — «за успехи, достигнутые в деле развития массового физкультурного движения в стране, повышения мастерства советских спортсменов, и успешное выступление на международных соревнованиях»